# 어나더 컨트리 (희곡)
《어나더 컨트리》는 영국의 작가 줄리언 미첼의 희곡으로, 1981년 런던 웨스트엔드에서 처음 상연된 이후 호평을 받으며 1984년 동명의 영화로도 개봉된 작품이다. 한국에서는 2019년 5월 대학로에서 초연된다.

## 줄거리
1930년대 영국의 명문 공립학교를 배경으로 계급과 권위적인 공간에서 자유로운 영혼의 ‘가이 베넷’과 마르크스를 신봉하는 이단아 ‘토미 저드’, 이 두 청년의 이상과 꿈, 좌절을 그린 이야기를 다룬다. 씁쓸하면서도 아름다웠던 젊은 날을 그리는 동시에 ‘인간 대 인간으로의 존중과 이해’, ‘국가와 개인적인 이념 사이의 정체성’ 그리고 이를 고민하고 방황하는 그들의 성장 스토리를 담고 있다.

## 창작진
- 연출: 김태한

## 등장인물
- 가이 베넷 :순수하고 열정적인 사랑에 빠진 자유분방한 청년
- 토미 저드: 영국 상류사회의 귀족주의를 혐오하는 혁명적인 사상가
- 데비니쉬: 베넷가 저드의 친구이며 현실주의자
- Mr.커닝햄: 데비니쉬의 삼촌이자 문학자

## 2019년 한국 공연
- 2019년 5월 21일부터 8월 11일까지 대학로 유니플렉스1관에서 한국 초연무대를 가진다.
- 2019년 초연무대에는 이동하, 박은석이 가이 베넷 역을, 이충주가 토미 저드 역을, 강영석이 데비니쉬 역에 캐스팅되었다.[2]